# Mario Corti (dirigente)
Mario Corti (Losanna, 22 ottobre 1946) è un dirigente d'azienda svizzero.

## Biografia
Laureatosi ad Harvard, Corti nel 2001 lasciò la guida delle finanze di Nestlé per succedere a Philippe Bruggisser alla presidenza del consiglio di amministrazione della SAirGroup la società di gestione della compagnia aerea Swissair.
Il 2 ottobre 2001, in seguito al sovraindebitamento della compagnia, Corti annunciò il grounding degli apparecchi di Swissair: vennero interrotte le operazioni di volo e gli aerei restarono fermi al suolo, costringendo gli equipaggi e i passeggeri a sbrigarsela da soli. Questa azione, che suonò come l'imminente fallimento della compagnia, ebbe grande risonanza, viene ricordata a distanza di tempo ed è stata oggetto di un film, diretto nel 2006 dal regista elvetico Michael Steiner, intitolato Grounding - Gli ultimi giorni di Swissair.
Sottoposto a giudizio per fallimento, insieme agli altri ex-dirigenti di Swissair, il Tribunale distrettuale di Bülach lo ha assolto dalle imputazioni il 7 giugno 2007, sentenza confermata anche in appello il 20 giugno 2008.